# Kürthy György
Fajkürthi és kolthai Kürthy György (Budapest, 1882. február 24. – Budapest, 1972. december 27.) magyar színész, színházigazgató, díszlettervező, író.

## Életpályája
A tekintélyes Bars vármegyei nemesi fajkürthi és kolthai Kürthy család leszármazottja volt. Apja, fajkürthi és kolthai Kürthy Emil (1848-1920), földbirtokos, író, anyja, szemerei Szemere Gizella (1857-1914), szemerei Szemere Bertalan (1812-1869) miniszter és pilisszántói Jurkovich Leopoldina (1829-1865) lánya.
Budapesten érettségizett. Münchenben építésznek tanult. 1905-ben Hevesi Sándor hívására a Thália Színházban kezdte színészi pályáját. 1906–1935 között a Nemzeti Színházban játszott. 1908–1909 között Kolozsváron dolgozott főrendezőként. 1916-ban kezdett filmezni. 1916–1923 között a Színművészeti Akadémián tanított. 1923–1924 között a Pécsi Nemzeti Színház igazgatója volt. 1927–1930 között az Iparművészeti Főiskolán tanított színpadtervezést. 1930–1931 között a Szegedi Nemzeti Színház igazgatója volt. 1935-ben nyugdíjba vonult. 1953–1955 között a győri Kisfaludy Színházban, 1955–1956 között a József Attila Színházban játszott.

## Családja
Vízvári Mariska (1877–1954) színésznő második férje volt. Budapesten 1912. június 15-én a Józsefvárosban kötöttek házasságot. Fiuk Kürthy Péter (1926) színész.

## Színházi munkái
A Színházi Adattárban regisztrált bemutatóinak száma: színészként: 11; díszlettervezőként: 3.

### Színészként
- Móricz Zsigmond: Légy jó mindhalálig ... Sarkadi
- Illyés Gyula: Fáklyaláng ... Ihász
- William Shakespeare: Makrancos hölgy ... Nagyúr; Vincentio
- Kálmán Imre: Csárdáskirálynő ... Ferdinánd főherceg
- Rahmanov: Viharos alkonyat ... Polezsajev professzor
- Barta Lajos: Szerelem ... Szalay
- Csiky Gergely: Nagymama ... Örkényi Vilmos báró
- Hauptmann: Naplemente előtt ... Főpolgármester
- Balázs Sándor: Érettségi után ... Pista bácsi
- Kálmán Imre: Cirkuszhercegnő ... Cirkuszigazgató

### Díszlettervezőként
- Gvadányi-Gaál: A peleskei nótárius (1926)
- Puccini: Bohémélet (1954)
- Huszka Jenő: Mária főhadnagy (1955)

## Filmjei
| - Mesék az írógépről (1916) - A kétszívű férfi (1916) - Az új földesúr (1935) - A titokzatos idegen (1937) - Az ember néha téved (1938) - Az örök titok (1938) - Borcsa Amerikában (1938) - Varjú a toronyórán (1938) - Süt a nap (1938) - Érik a búzakalász (1939) - Tökéletes férfi (1939) - Zúgnak a szirénák (1939) - Halálos tavasz (1939) - Pusztai királykisasszony (1939) - Garszonlakás kiadó (1939) - Vadrózsa (1939) - A miniszter barátja (1939) - Az utolsó Vereczkey (1940) - Pénz beszél (1940) - Gül Baba (1940) - Mária két éjszakája (1940) - Igen vagy nem? (1940) - Hazajáró lélek (1940) - A beszélő köntös (1941) - Dankó Pista (1941) - Szűts Mara házassága (1941) | - Bűnös vagyok (1941) - Egy éjszaka Erdélyben (1941) - Tokaji aszú (1941) - Lángok (1941) - Néma kolostor (1941) - Szép csillag (1942) - Emberek a havason (1942) - Bajtársak (1942) - Egy asszony visszanéz (1942) - Dr. Kovács István (1942) - Isten rabjai (1942) - Tengerparti randevú (1943) - Majális (1943) - A láp virága (1943) - Késő (1943) - Kölcsönadott élet (1943) - Tilos a szerelem (1943) - Megálmodtalak (1943) - Éjjeli zene (1943) - Futóhomok (1943) - Nászinduló (1944) - Szováthy Éva (1944) - Boldoggá teszlek (1944) - A három galamb (1944) - Vihar után (1945) - Rákóczi hadnagya (1954) |

## Művei
- Flamma vestalis; Gombos Ny., Kolozsvár, 1909
- Komédiások (rajzalbum, Major Henrikkel, 1911)
- Az ős (regény, 1924)
- Visszhang (dráma, 1925)
- Mars. Utópisztikus társadalmi regény; Danubia, Pécs, 1925 (Magyar írók)
- Egy különös fogadás; Révész Géza, Bp., 1933 (Gong. Révész Géza)
- János boldogságot keres; Literária, Bp., 1941 (Világvárosi regények)
- Derű a deszkán. Színészanekdoták; Gondolat, Bp., 1969